# Elimia caelatura
Elimia caelatura är en snäckart som först beskrevs av Reeve 1860.  Elimia caelatura ingår i släktet Elimia och familjen Pleuroceridae. IUCN kategoriserar arten globalt som nära hotad.

## Underarter
Arten delas in i följande underarter:
- E. c. caelatura
- E. c. excellans
- E. c. georgiana
- E. c. infuscata
- E. c. lecontiana
- E. c. luteocella
- E. c. stearnsiana